# ياسر جرادي
ياسر جرادي (9 أبريل 1970 – 12 أغسطس 2024)، أو كما يعرف بين التونسيين "فنان الثورة"، أو "صوت المهمشين"، هو مغن تونسي وفنان تشكيلي وخطاط من مواليد ولاية قابس، ارتبط اسمه بالثورة التونسية عبر أغانيه.

## حياته
بدا مشواره كطالب هندسة ثم التحق بالمعهد العالي للفنون الجميلة بتونس، برز على الساحة الفنية بفضل صوته المميز وأسلوبه الغنائي الفريد. تناولت أغانيه مواضيع مختلفة على غرار العدالة الاجتماعية وحقوق الإنسان العالمية، ونجح في تحويل فنه إلى وسيلة فعالة للتعبير عن قضايا المجتمع والدعوة إلى التغيير.
أسس سنة 2005 رفقة ثلة من زملائه فرقة "ديما ديما"، والتي خصصت جزءً هاما من نتاجها الموسيقي للطبقات المهمشة والفقراء والكادحين، بأغانٍ لازالت تتردد عند التونسيين على غرار "شبيك نسيتيني"، "نرجعلك ديما"، "ستنيتك"، كما أنه كان عازف غيتار وهارمونيكا، تغنى بالثورة، بالوطن وكانت أغانيه ملتزمة، تتناول دائما مواضيع الطبقات الكادحة والوطن.
كذلك اشتهر جرادي بدفاعه عن القضية الفلسطينية، وكان من المقرر أن يحيي حفلًا غنائيًا في أحد المهرجانات بولاية المنستير في العاشر من أغسطس/ آب 2024، قبل أن يصاب بالأزمة التي دفعته لتأجيله إلى 14 منه.

## وفاته
توفي ياسر جرادي فجر يوم 12 أغسطس 2024 إثر أزمة صحية.